# Предупреждение о зимнем шторме
Предупреждение о зимнем шторме (Winter storm warning, SAME код: WSW) — одно из предупреждений об опасных погодных явлениях, выпускаемых Управлением прогнозов погоды (WFO) Национальной метеорологической службы (NWS) США. Объявляет о надвигающемся зимнем шторме, как правило, за 36 часов до его начала.
Аналогичное предупреждение объявляется Министерством окружающей среды Канады (ECCC) через местные бюро прогнозов Метеорологической службы Канады.

## Определение
Как правило, предупреждение о зимнем шторме выдается, если прогнозируются выпадение снега от 10 до 18 см или более 8 см с сильным обледенением (мокрый снег или ледяной дождь). На юге Соединенных Штатов, где суровая зимняя погода встречается гораздо реже, а любой снег является более значительным событием, критерии предупреждения ниже, всего 2,5 см в самых южных районах. В центральных районах сила снегопада, необходимая для объявления предупреждения, уменьшаются с севера на юг. Предупреждение также может выдаваться при меньшей силе снегопада, когда снегопад ожидается в нетипичное для него время — ранней осенью или поздней весной.
Предупреждения о зимнем шторме выдаются при ветре менее 35 миль в час (15,6 м/с). Если же ожидается, скорость ветра превысит указанную в течение как минимум трех часов при умеренном или сильном снегопаде, будет объявлено предупреждение о буране (Blizzard Warning) — либо вместо предупреждения о зимнем шторме, либо в качестве дополнения к нему. При сильном обледенении и небольшом количестве снега или его отсутствии объявляется предупреждение о ледяном шторме (Ice Storm Warning) или, в случае небольшого переохлажденного дождя, —  рекомендации о зимней погоде (Winter weather advisory), рекомендации о ледяным дожде (Freezing rain advisory) или рекомендации о ледяной мороси (Freezing drizzle advisory). Вместо выдачи таких предупреждений отдельно, предупреждение о зимнем шторме может включать в себя рекомендации о холодном ветре (Wind chill advisory) или предупреждение о холодном ветре (Wind chill warning), если прогнозируется потенциально опасная для жизни холодная погода (определяются местными критериями) прогнозируется вместе с зимними осадками.
Начиная с метеорологической зимы 2008-09 годов, Национальная метеорологическая служба объединила отдельные предупреждения по осадкам для зимних штормов, которые, как ожидается, вызовут сильный снегопад (предупреждение о сильном снегопаде, Heavy snow warning), снегопад с эффектом озера (предупреждение о снежном эффекте озера, Lake-effect snow warning) или скопление мокрого снега (предупреждение о мокром снеге, Sleet warning,  или предупреждение о сильном мокром снеге, Heavy sleet warning) в пределах области предупреждения, заменив их вариантами  предупреждение о зимнем шторме с указанием соответствующих прогнозируемых опасностей:
Предупреждение о зимнем шторме с сильным снегопадом (Winter storm warning for heavy snow)
Заменяет предупреждение о сильном снегопаде.
Предупреждение о зимнем шторме с сильным мокрым снегом (Winter storm warning for heavy wet snow)
То же, что и выше, за исключением случаев, когда ожидается мокрый снег.
Предупреждение о зимнем шторме с сильным снегопадом и метелью (Winter storm warning for heavy snow and blowing snow)
Когда выполняются критерии как для WSW с сильным снегом, так и для рекомендации по зимней погоде со снегом и метелью (условия, близкие к метели) 
Предупреждение о зимнем шторме с сильным мокрым снегом (Winter storm warning for heavy sleet)
Заменяет предупреждение о мокром снеге 
Предупреждение о зимнем шторме с сильным снегом и льдом (Winter storm warning for heavy snow and ice)
Когда выполнены оба критерия для WSW c сильным снегопадом и предупреждения о ледяном шторме 
Предупреждение о зимнем шторме со снегом и льдом (Winter storm warning for snow and ice)
Когда соблюдены оба критерия для предупреждения о зимней погоде со снегом и предупреждения о ледяном шторме
Предупреждение о зимнем шторме с мокрым снегом и ледяным дождём (Winter storm warning for sleet and freezing rain)
Когда соблюдены оба критерия для предупреждения о зимней погоде с мокрым снегом и предупреждения о ледяном шторме
Предупреждение о зимнем шторме с сильным снегом и эффектом озера (Winter storm warning for heavy lake-effect snow)
Заменяет предупреждение о снежном эффекте озера в некоторых округах NWS (сезон 2017-2018).
Кроме того, все вышеперечисленные типы предупреждений могут также включать  рекомендации о ветре (Wind advisory), чтобы указать на сильный ветер, который, как ожидается, будет сопровождать осадки (например, «предупреждение о зимнем шторме с сильным мокрым снегом и сильным ветром»).
Общий термин «предупреждение о зимнем шторме» может использоваться сам по себе, как правило, для обозначения того, что все типы зимних осадков (одновременно или с переходом одного в другой) ожидаются в больших количествах.

## Пример предупреждения о зимнем шторме
```

URGENT - WINTER WEATHER MESSAGE
National Weather Service Grand Rapids MI
331 PM EDT Fri Apr 13 2018

MIZ037>040-043>046-050>052-140345-
/O.NEW.KGRR.WS.W.0003.180414T0900Z-180415T1600Z/
Mason-Lake-Osceola-Clare-Oceana-Newaygo-Mecosta-Isabella-Muskegon-
Montcalm-Gratiot-
Including the cities of Ludington, Baldwin, Reed City, Clare,
Hart, Fremont, Big Rapids, Mount Pleasant, Muskegon, Greenville,
and Alma
331 PM EDT Fri Apr 13 2018

...WINTER STORM WARNING IN EFFECT FROM 5 AM SATURDAY TO NOON EDT
SUNDAY...

* WHAT...Heavy mixed precipitation expected. Total snow and sleet
  accumulations of two to four inches and ice accumulations of a
  quarter to half an inch are expected.

* WHERE...Portions of central and west central Michigan.

* WHEN...From 5 AM Saturday to noon EDT Sunday.

* ADDITIONAL DETAILS...Expect power outages and tree damage due
  to the ice. Travel will be impossible. Tree branches could 
  fall. Expect significant reductions in visibility at times.

PRECAUTIONARY/PREPAREDNESS ACTIONS...

A Winter Storm Warning means significant amounts of snow, sleet
and ice will make travel very hazardous or impossible. Strong
winds are also expected.

&&

$$

```

## Внешние ссылки
- Национальная служба погоды Архивная копия от 8 января 2006 на Wayback Machine
- Федеральное агентство по чрезвычайным ситуациям Архивная копия от 22 июля 2018 на Wayback Machine
- Метеорологическая служба Канады